# Villaescusa de Roa
Pour les articles homonymes, voir Roa.
Villaescusa de Roa est une commune d’Espagne, dans la province de Burgos, communauté autonome de Castille-et-León. Cette localité est également vinicole, et fait partie de l’AOC Ribera del Duero.

## Source
- (es) Cet article est partiellement ou en totalité issu de l’article de Wikipédia en espagnol intitulé « Villaescusa de Roa » (voir la liste des auteurs).